# Saint-Georges-de-Luzençon

Saint-Georges-de-Luzençon este o comună în departamentul Aveyron din sudul Franței. În 1 ianuarie 2022 avea o populație de 1.584 de locuitori.